# Prądocinek
Prądocinek (dawna niem. nazwa Neubrück) – przysiółek w Polsce położony w województwie lubuskim, w powiecie krośnieńskim, w gminie Bobrowice, sołectwie Dychów, nad wschodnim brzegiem Bobru).
W latach 1975–1998 miejscowość administracyjnie należała do województwa zielonogórskiego. Nad pobliskim jeziorem Dychowskim znajduje się Elektrownia Dychów.